# Гаврил Гаврилов
Гаврил Гаврилов е български просветен деец и военен лекар от Южна Македония.

## Биография
Гаврил Гаврилов е роден през 1882 година в лъгадинското село Зарово, тогава в Османската империя. През 1903 година завършва Солунската българска мъжка гимназия и по-късно военна медицина в Санкт Петербург. Преподава гимнастика и други предмети в родното си село повече от шест години.
В началото на Балканската война влиза в Македоно-одринското опълчение. Носител е на орден „За храброст“, IV степен.
На 1 януари 1925 година е избран за подпредседател на Солунското благотворително братство.